# Antonio Ricci (allenatore di calcio a 5)
Antonio Ricci (Latina, 12 ottobre 1966) è un allenatore di calcio a 5 italiano.

## Carriera

### Allenatore
Inizia la carriera nei campionati regionali.
Dal 2007 al 2009 è il vice di Gianluca Marzuoli al Pescara, mentre dal 2009 al 2011 è al Montesilvano come secondo di Fulvio Colini.
Nel 2011 viene promosso primo allenatore dei gabbiani, che allena per i successivi due anni, raggiungendo una semifinale play-off e il turno élite di Coppa UEFA.
Nel 2013, dopo il ridimensionamento degli abruzzesi passa al Real Rieti, dove però è esonerato dopo solo 8 giornate e sostituito da Alessio Musti.
Dopo circa un anno di inattività torna a Montesilvano, dove rimane per altri 2 anni conquistando una promozione in Serie A.
Nell'autunno del 2016, dopo qualche mese senza squadra, sostituisce Juan Francisco Fuentes all'Acqua&Sapone . L'8 febbraio vince la Winter Cup a Cercola battendo in finale per 5-3 il Pescara, in campionato invece la squadra si ferma in semifinale playoff. Dopo poco più di un anno, il 23 gennaio 2018, viene sollevato dall'incarico .
Il 26 aprile 2018 è nominato nuovo allenatore della neopromossa in A2 Tombesi Ortona.
Nel 2018 è scelto da Fox Sports come commentatore tecnico per alcune gare degli Europei in Slovenia.

## Palmarès
- Winter Cup: 1

Acqua&Sapone: 2016-2017